# George London
George London (Montréal, 1920. május 30. – New York, 1985. március 24.) kanadai származású amerikai operaénekes (basszus).

## Életpályája
George Burnstein néven született Montréalban. Los Angelesben nevelkedett, ott tanult meg énekelni. 1945 nyarán Doráti Antal meghívására részt vett az újjászervezett Dallas Symphony Orchestra első koncertjén, miután az eredeti meghívott, Székely Mihály, politikai nehézségek miatt nem tudott részt venni. Váratlan sikere lett.
A következő években koncertkörútra ment Mario Lanzával. Első operai diadalát Bécsben aratta. 1950-ben Amfortas szerepében lépett színpadra Wagner Parsifal című operájában a Bayreuthi Ünnepi Játékokon. Ugyanazon év őszén kezdődött el karrierje a New York-i Metropolitan operaházban, ahol a következő tizenöt évben 264 alkalommal lépett színpadra. Elsősorban a Don Giovanniban, a Borisz Godunovban, A Nibelung gyűrűjében és a Parsifalban énekelt.
Ő volt az első amerikai énekes, aki a Borisz Godunov címszerepét a   Moszkvai Nagyszínházban énekelte a hidegháború éveiben, és az első zsidó, aki Bayreuthban a Parsifal Amfortasaként léphetett fel..
Hangszálbénulás miatt pályája hamar derékba tört. Miután elveszítette énekhangját, operaházi igazgatóként tevékenykedett tovább, és megszervezte a George London Alapítványt fiatal énekesek megsegítésére.